# فرومينتال
فرومينتال (بالفرنسية: Fromental)‏ هي إحدى بلديات مقاطعة فيين العليا في منطقة أقطانية الجديدة غرب وسط فرنسا.